# تومي وركولا
تومي وركولا (بالنرويجية البوكمول: Tommy Wirkola)‏ هو كاتب سيناريو ومونتير ومنتج أفلام ومخرج وممثل نرويجي، ولد في 6 ديسمبر 1979 بألتا في النرويج.

## أعمال

### أفلام
- (2009) ثلج ميت
- (2013) صائدي الساحرة[5]
- (2014) ريد ضد ديد
- (2017) ماذا حدث للاثنين

## وصلات خارجية
- تومي وركولا على موقع IMDb (الإنجليزية)
- تومي وركولا على موقع ميتاكريتيك (الإنجليزية)
- تومي وركولا على موقع روتن توميتوز (الإنجليزية)
- تومي وركولا على موقع ألو سيني (الفرنسية)
- تومي وركولا على موقع تيرنر كلاسيك موفيز (الإنجليزية)
- تومي وركولا على موقع أول موفي (الإنجليزية)
- تومي وركولا على موقع بوكس أوفيس موجو (الإنجليزية)
- تومي وركولا على موقع قاعدة بيانات الأفلام السويدية (السويدية)
- تومي وركولا على موقع أول ميوزيك (الإنجليزية)
- تومي وركولا على موقع ديسكوغز (الإنجليزية)